# 南支那方面軍
南支那方面軍（みなみシナほうめんぐん）は、1940年（昭和15年）2月9日の大陸命第415号により支那派遣軍戦闘序列に編成された大日本帝国陸軍の方面軍。
司令部には防疫給水部があり、広州第8604部隊又は波第8604部隊と呼ばれた。

## 沿革
1940年（昭和15年）6月22日の広九作戦の後、7月23日から大本営直轄軍となり、9月5日に北部仏印進駐、翌1941年（昭和16年）3月3日に雷州半島方面作戦を、4月19日に福州作戦を行い、同年6月28日に廃止、第23軍に改編された。

## 南支那方面軍の人事

### 司令官
- 安藤利吉中将（陸士16期）：1940年（昭和15年）2月10日 - 1940年（昭和15年）10月5日
- 後宮淳中将（陸士17期）：1940年（昭和15年）10月5日 - 1941年（昭和16年）6月28日

### 参謀長
- 根本博少将（陸士23期）：1940年（昭和15年）2月10日 - 1941年（昭和16年）3月1日
- 加藤鑰平少将（陸士25期）：1941年（昭和16年）3月1日 - 1941年（昭和16年）6月28日

### 参謀副長
- 佐藤賢了大佐（陸士29期）：1940年（昭和15年）2月10日 - 1941年（昭和16年）2月5日
- 樋口敬七郎大佐（陸士27期：1941年（昭和16年）2月5日 - 1941年（昭和16年）6月28日

### 高級参謀
- 今田新太郎（陸士30期）：1940年（昭和15年）2月10日 - 1940年（昭和15年）3月9日
- 藤原武（陸士31期）：1940年（昭和15年）3月9日 - 1940年（昭和15年）12月24日

## 最終隷下部隊
- 印度支那派遣軍
- 近衛師団
- 第18師団
- 第38師団
- 独立混成第19旅団
- 第1独立歩兵隊